# Firewatch
Firewatch er et first person adventure computerspil udviklet af Campo Santo og udgivet af Panic til Linux, Microsoft Windows, OS X, Xbox One og PlayStation 4. Firewatch følger historien om en frivillig brandvagt.

## Handling
Firewatch finder sted i Wyoming i 1989. Spilleren påtager sig rollen som Henry (stemme af Rich Sommer), en brandvagt der er har sit eget vagttårn i Shoshone National Forest. Gennem udforskning af det omkringliggende område, får Henry fingerpeg om mystiske hændelser i nærheden, der er relateret til efterfølgende hærværk af hans tårn. Henrys eneste form for kommunikation er en walkie-talkie som forbinder ham til hans vejleder, Delilah (stemme af Cissy Jones). Spilleren kan via en række dialogbokse interagere med hende, eller bare helt undlade at reagere. Spillerens valg vil påvirke tonen i hans forhold til Delilah.

## Udvikling
Firewatch er det første videospil fra Campo Santo, et selskab fra San Francisco grundlagt af Jake Rodkin og Sean Vanaman (der var de kreative førere af Telltale Games og The Walking Dead), Nels Anderson (den ledende designer af Mark of the Ninja) og Olly Moss (en kunstner). Chris Remo har komponeret musikken.
Firewatch kører på Unity spilmotor.

## References
1. ↑  "Firewatch on Steam". Steam. Valve Corporation. Arkiveret fra originalen 11. januar 2016. Hentet 9. januar 2016.
2. ↑  Farokhmanesh, Megan (2014-09-08). "Campo Santo's debut, Firewatch, is an exploration of isolation and choice". Polygon. Arkiveret fra originalen 5. marts 2015. Hentet 9. januar 2016.
3. ↑  Birnbaum, Ian (2014-08-29). "First-person mystery story Firewatch revealed by Campo Santo at PAX". PC Gamer. Arkiveret fra originalen 12. oktober 2016. Hentet 9. januar 2016.
4. ↑  Tach, Dave (2014-03-13). "Firewatch is Campo Santo's first game". Polygon. Arkiveret fra originalen 20. januar 2016. Hentet 9. januar 2016.
5. ↑  Tach, Dave (2013-09-19). "Walking Dead, Mark of the Ninja vets form Campo Santo, working on new game". Polygon. Arkiveret fra originalen 24. april 2014. Hentet 9. januar 2016.
6. ↑  "Firewatch FAQ". Campo Santo. Arkiveret fra originalen 3. januar 2016. Hentet 9. januar 2016.